# Bickenbach (Hunsrück)
Bickenbach (Hunsrück) este o comună din landul Renania-Palatinat, Germania.

## Istoric
1147 este prima dovadă scrisă a existenței lui Bickenbach. Locul a aparținut curții din Gallscheider, care a fost din anul 1453 în Kurtriers fără drept de proprietate.
Odată cu anexarea malului stâng al Rinului (1794) de către trupele franceze revoluționare, locul a devenit francez. Din 1798 până în 1814 Bickenbach a aparținut cantonului Boppard din departamentul Rin-Moselle și din 1800 la Mairie Halsenbach. Datorită acordurilor făcute la Congresul de la Viena (1815), regiunea a fost repartizată Regatului Prusiei. Sub administrația prusacă, Bickenbach 1816 a venit la primăria Palatinat din districtul Sankt Goar și districtul administrativ Koblenz din provincia Marele Ducat al Rinului de Jos (din 1822 provincia Rin). După primul război mondial ocupat temporar de francezi, locul este din 1946 parte a țării nou formate, Renania-Palatinat. Din 1970, comunitatea locală Bickenbach aparține municipalității Emmelshausen.

## Geografie
Bickenbach este situat între Hunsrückhöhenstraße și valea Baybach.
Bickenbach include, de asemenea Sonntagsmühle, Lindenhof, Birkenhof, Berghof și Grabenhof.
1. ↑  Alle politisch selbständigen Gemeinden mit ausgewählten Merkmalen am 31.12.2018 (4. Quartal) (în germană), Statistisches Bundesamt[*], arhivat din original la 10 martie 2019, accesat în 10 martie 2019